# Encope michelini
Encope michelini is een zee-egel uit de familie Mellitidae. De wetenschappelijke naam van de soort werd in 1841 gepubliceerd door Louis Agassiz.

## Kenmerken
De diameter van dit dier is maximaal 15 cm.